# مارسيل فيشر
مارسيل فيشر هو مبارز بالسيف سويسري، ولد في 14 أغسطس 1978 في بيال/بيان في سويسرا.

## وصلات خارجية
- الموقع الرسمي
- مارسيل فيشر على موقع الاتحاد الدولي للمبارزة (الإنجليزية)
- مارسيل فيشر على موقع الاتحاد الأوروبي للمبارزة (الإنجليزية)
- مارسيل فيشر على موقع أوليمبيديا (الإنجليزية)